# Lajos Batthyány
Comte Lajos Batthyány de Németújvár va ser el primer Primer Ministre d'Hongria. Va néixer a Pózsony (actualment Bratislava, Eslovàquia) el 10 de febrer de 1807, i va ser executat per un escamot d'afusellament en Pest el 6 d'octubre de 1849, el mateix dia que els 13 màrtirs d'Arad.

## Carrera
El seu pare era el comte József Sándor Batthyány (1777–1812), la seva mare Borbála Skerlecz (morta el 1834). A una primerenca edat se traslladà a Viena amb sa mare i son germà després del divorci dels seus pares. Batthyány tingué un tutor privat, però la seva mare el va enviar a un internat i Battyhany poques vegades va veure a la seva mare.

### Primer anys
A l'edat dels 16 Batthyány va acabar els seus estudis a l'internat i va assistir a l'Acadèmia en Zágráb (ara Zagreb, Croàcia). El 1826 va realitzar un recorregut per dret a Itàlia per quatre anys, on va ser ascendit a tinent i va obtenir el seu grau de llei.
En 1830 es va convertir en un company hereditari a la Cambra Alta a Hongria i va prendre seient al Parlament, en aquests moments Battyhany no era un polític per naturalesa.
El desembre de 1834 se va casar amb Antónia Zichy (filla de Károly Zichy i Antónia Batthyány). Els seus fills van ser: Amália Batthyány (1837–1922), Ilona Batthyány (1842–1929) i Elemér Batthyány (1847–1932). Els amics de Batthyány digueren que Antónia (sa muller) l'encoratjava a assumir més responsabilitats en política.

### Batthyány, el polític reformista
Batthyány se va involucrar molt més a partir de la dieta de 1839–1840 en Pozsony i va ser el líder de l'oposició. Va elaborar un pla de reforma per a ells. Batthyány aconsellà d'emprar el taquígraf per tindre una acta literal de les assemblees de la Cambra Alta a partir de 1840.
Batthyány coincidia amb els punts de vista d'István Széchenyi sobre econòmiques i polítiques. Al principi de 1830s Batthyány va ser una de les persones que van promoure la reproducció de cavalls a Hongria. Més tard es va expandir a la cria d'animals d'altres, establert en l'Associació d'Economia d'Hongria. Batthyány, seguint a Széchenyi, va donar suport a la cria de cucs de seda: va plantar més de 50.000 arbres mora a la seva finca per cultivar. La comarca del comtat de Vas i l'Associació d'Economia de Szombathely es van fundar amb l'ajuda de Batthyány.
Al principi estava d'acord amb Széchenyi que els nobles i aristòcrates nous havien de dirigir el moviment de la nova reforma, però les opinions de Batthyány van ser molt més proper als de la noblesa. A causa d'això Batthyány va intentar mossegar-se la llengua quan tractà amb Széchenyi i Lajos Kossuth. De 1843 en endavant va començar a treballar amb Kossuth.
Al parlament entre 1843–1844 Batthány va ser el Líder de l'Oposició per tot el parlament, i va criticar els assumptes interns i la política exterior de l'Imperi Habsburg.
Després de la dissolució del parlament Batthyány se traslladà a Pest i en 1845 va ser elegit com a president de l'Oficina Electoral Central. Va tenir un paper important en les altres associacions econòmiques i establí els Védegylet (aproximadament: "La defensa de la societat"). Al 15 març de 1847 de la fusió dels moviments d'esquerra d'Hongria va ser fundat el Partit Maverick i Batthyány es va convertir en el seu primer president.
Batthyány va donar suport a Kossuth tant moralment com financerament. Kossuth es va convertir en representant de Pest en la dieta de 1847. Després d'açò Batthyány va ser el líder de l'oposició a la Cambra Alta, mentre que Kossuth va tenir el mateix paper en la Cambra Baixa.

### El govern Batthyány

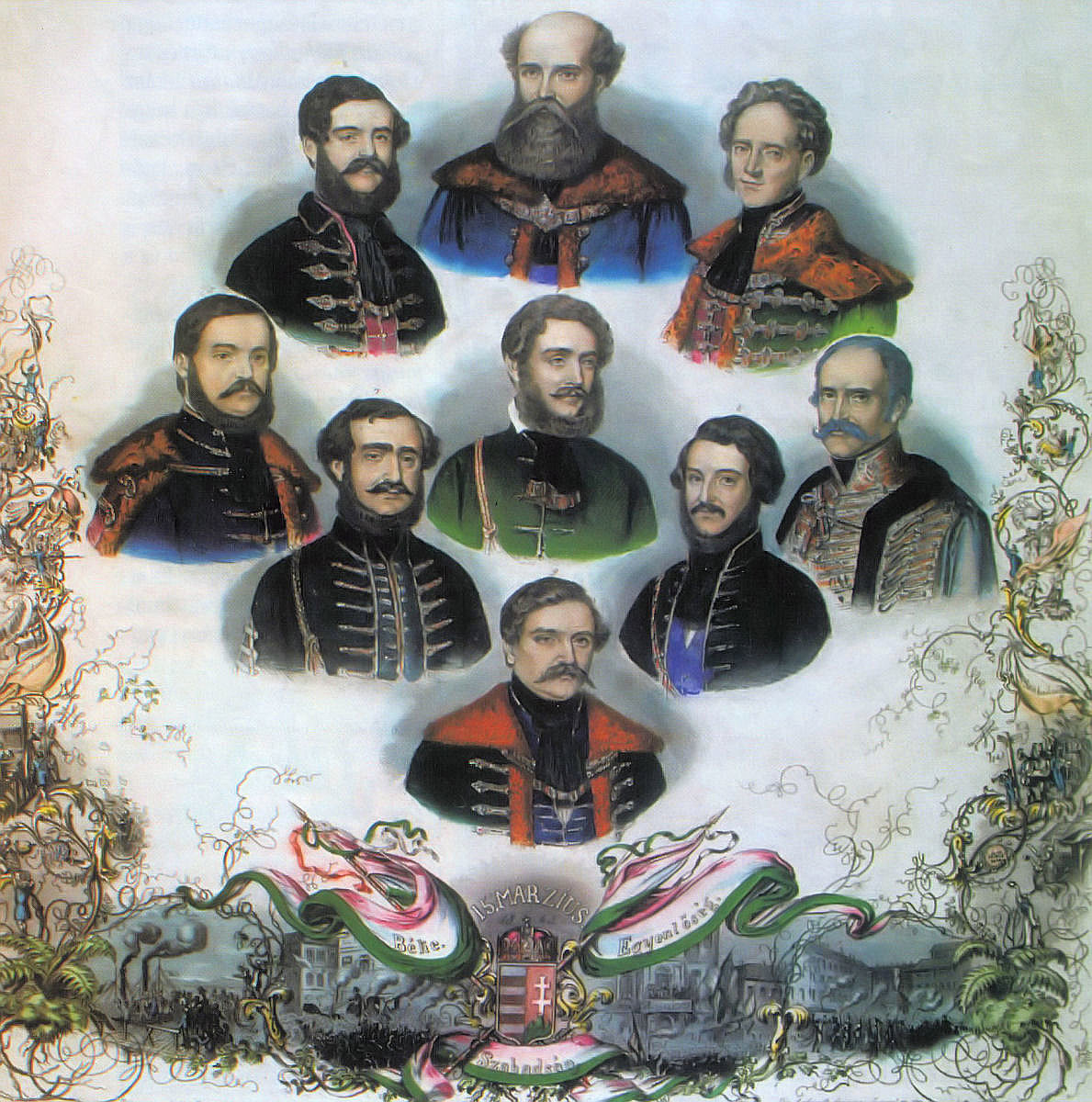
Govern Batthyány

Batthyány va ser part de la delegació a l'emperador Ferran I d'Àustria. Insistiren en que el govern d'Hongria fóra suprem al seu territori. El 17 de març de 1848, l'emperador va assentir i Batthyány va crear la primera Dieta hongaresa. El 23 de març de 1848, com cap d'Estat, Batthyány felicità al seu govern a la Dieta.
La primera tasca del govern va consistir a elaborar les polítiques de la revolució. Després que aquests acords es van produir, el seu govern va començar a actuar l'11 d'abril de 1848. En aquest moment els assumptes interns i la política exterior d'Hongria no eren estables, i Batthyány s'enfrontaria a nombrosos problemes. El seu primer acte i el més important va ser l'organització de les forces armades i dels governs locals. Va insistir que l'exèrcit austríac, quan fóra a Hongria, estaria sota la llei hongaresa, i això va ser concedit per l'Imperi Austríac. Ell va intentar repatriar els soldats conscriptes d'Hongria. Ell va establir l'Organització de milicians, el treball consistia a garantir la seguretat interna. Al maig va començar a organitzar l'independent Exèrcit Revolucionari Hongria i va reclutar els homes en ella. Batthyány va prendre el control de l'Organització dels milicians fins que Lázár Mészáros tornà. Al mateix temps va ser Ministre de Guerra.
Batthyány era un líder molt capaç, però es va quedar encallat enmig d'un enfrontament entre la monarquia austríaca i els separatistes hongaresos. Es va dedicar a la monarquia constitucional i el seu objectiu era mantenir la constitució, però l'emperador no estava satisfet amb el seu treball. El 29 d'agost, amb l'aprovació del parlament, es va anar amb Ferenc Deák a l'emperador per demanar-li que ordenara als serbis de capitular i aturar a Jelačić, que anava a atacar Hongria. Al mateix temps Batthyány oferí a Jelačić que Croàcia es podria separar amb tota tranquil·litat d'Hongria. Els esforços de Batthyány no van tenir èxit—tot i que l'emperador formalment rellevà a Jelačić de les seves funcions, en la pràctica Jelačić i el seu exèrcit van envair Hongria l'11 de setembre de 1848.
Així Batthyány i el seu govern van renunciar, a excepció de Kossuth, Szemere i Mészáros. Més tard en una petició del Palatí Esteve, Batthyány es convertí en el primer ministre novament. El 13 de setembre Batthyány declarà una revolta i va demanar que el Palatí els dirigira. Això no obstant, el Palatí, sota les ordres de l'emperador, va renunciar i va deixar Hongria.

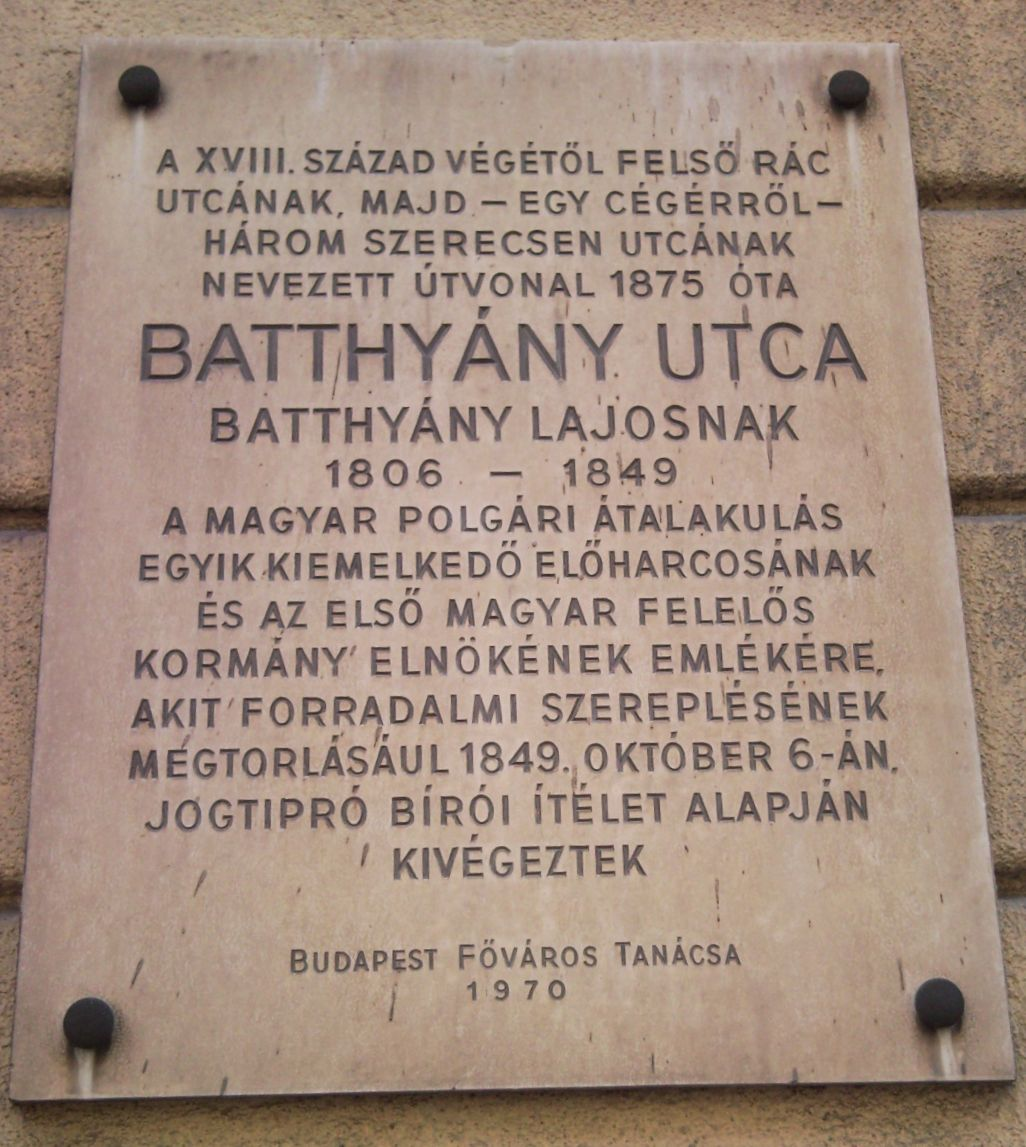
Placa en el Carrer Batthyány, Budapest

## Galeria

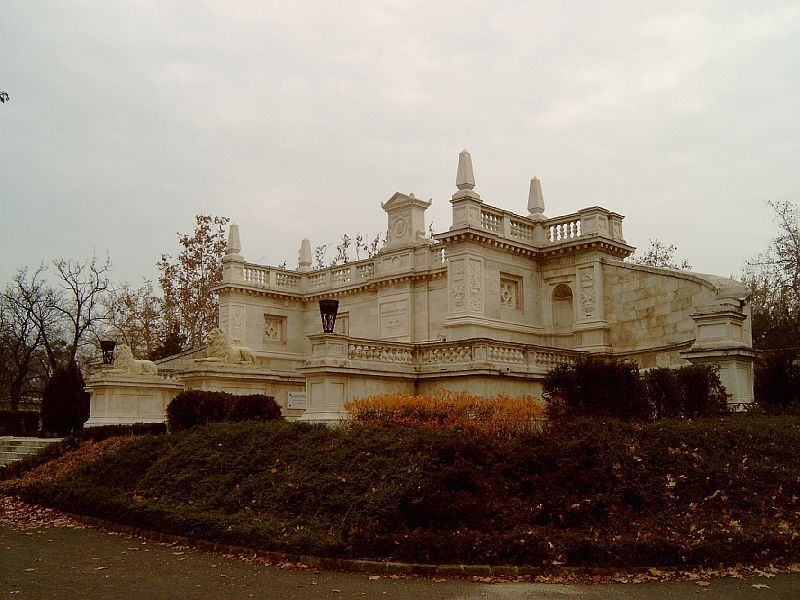
Mausoleu de Batthyány al Cementiri Kerepesi, Budapest, Hongria
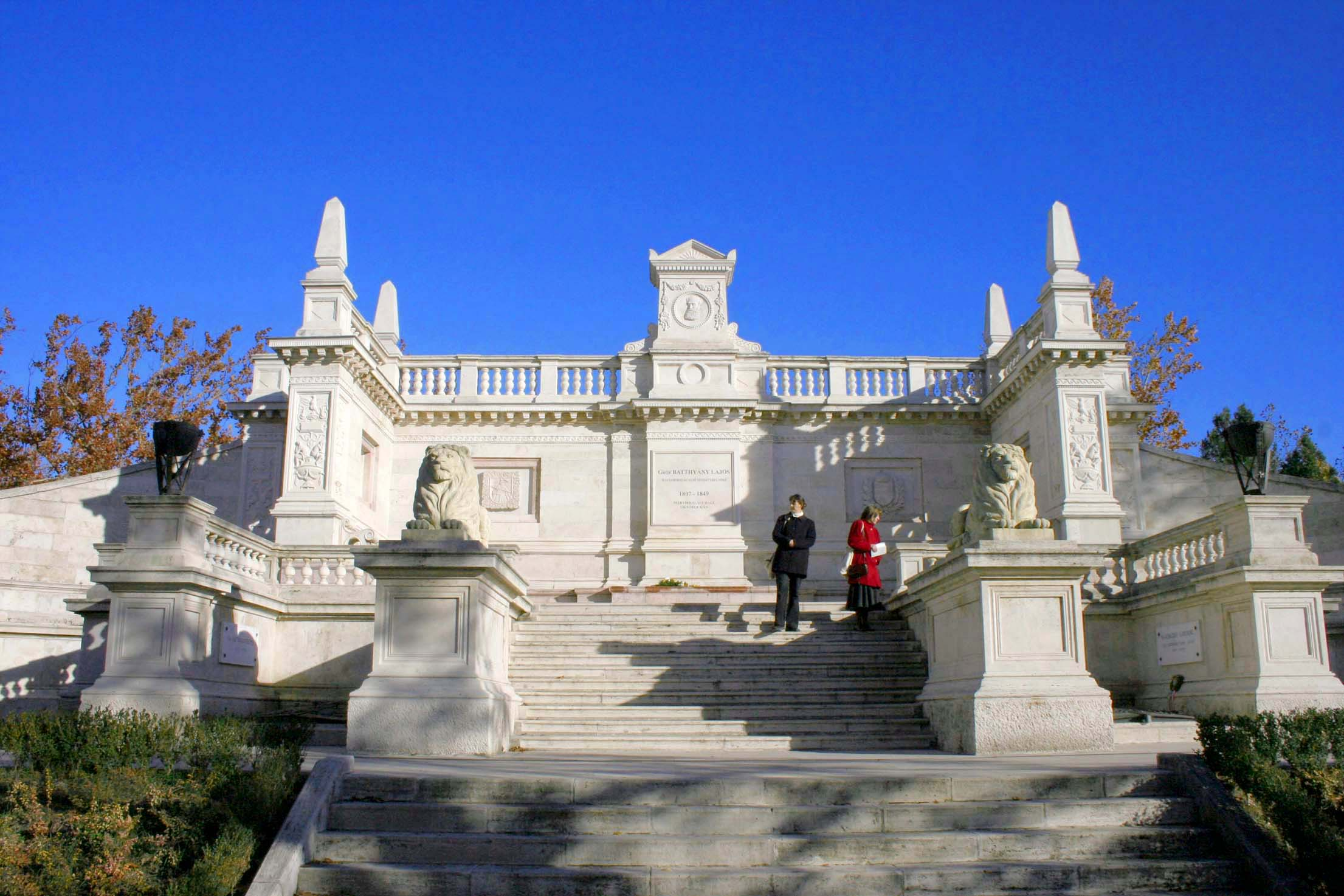
Mausoleu de Batthyány després de la renovació
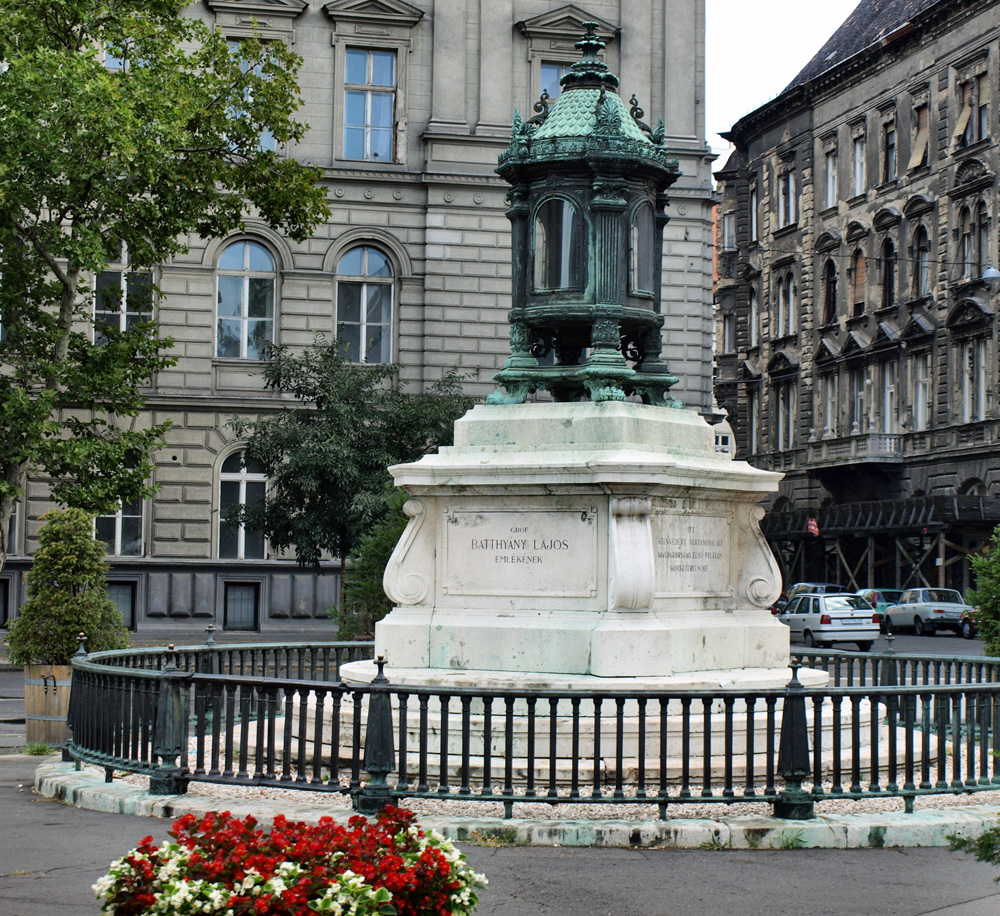
Batthyány Örökmécses (monument)